# 陈力 (1958年)
陈力（1958年6月—），男，汉族，四川资中人，中国文献学家、图书馆学家、历史学家，中国民主同盟第十、十一届中央委员会委员，第十一、十二届全国政协委员，现任中国国家图书馆常务副馆长。

## 生平
1978年至1988年，在四川大学历史系学习，先后获历史学学士、硕士、博士学位。1988年至2001年，在四川大学图书馆工作。1995年，任四川大学图书馆副馆长。1996年，任四川大学图书馆馆长。2001年调入中国国家图书馆，任副馆长。2015年12月，任中国国家图书馆常务副馆长（正局级）。